# 김효찬
김효찬(한국 한자: 金孝粲, 1998년 1월 21일 ~ )은 대한민국의 축구 선수로, 포지션은 미드필더이다. 현재 K4리그의 팀인 평창 유나이티드 FC 소속이다.

## 클럽 경력
김효찬은 전남 드래곤즈 산하 유소년 팀 출신으로, 성균관대학교를 졸업했다.
K리그2 2020 시즌을 앞두고 전남 드래곤즈와 프로 계약을 체결하였다. 그러나 1군 경기에 데뷔하지 못하고 2020 시즌 종료 후 팀을 떠나게 되었다.
2021년 여름이적시장 기간 동안 K4리그의 평창 유나이티드 FC로 이적했다.

## 국가대표팀 경력
성균관대학교 재학 시절인 2019년에 이탈리아 나폴리에서 열린 2019년 하계 유니버시아드 축구 종목에 참가하였다.